# John M. S. Williams
John McKeown Snow Williams (* 13. August 1818 in Richmond, Virginia; † 19. März 1886 in Cambridge, Massachusetts) war ein US-amerikanischer Politiker. Zwischen 1873 und 1875 vertrat er den Bundesstaat Massachusetts im US-Repräsentantenhaus.

## Werdegang
Noch in seiner Jugend zog John Williams nach Boston in Massachusetts, wo er die öffentlichen Schulen besuchte. Danach wurde er im Handel tätig. Außerdem wurde er Schiffseigner. Politisch schloss er sich der 1854 gegründeten Republikanischen Partei an. Im Jahr 1856 war er Abgeordneter im Repräsentantenhaus von Massachusetts; 1858 gehörte er dem Staatssenat an.
Bei den Kongresswahlen des Jahres 1872 wurde Williams im achten Wahlbezirk von Massachusetts in das US-Repräsentantenhaus in Washington, D.C. gewählt, wo er am 4. März 1873 die Nachfolge von George Frisbie Hoar antrat. Da er im Jahr 1874 dem Demokraten William W. Warren unterlag, konnte er bis zum 3. März 1875 nur eine Legislaturperiode im Kongress absolvieren. Nach dem Ende seiner Zeit im US-Repräsentantenhaus nahm John Williams seine früheren Tätigkeiten wieder auf. Er starb am 19. März 1886 in Cambridge.